# Lucas & Steve
Lucas & Steve es un dúo neerlandés de música electrónica originario de Maastricht compuesto por Lucas de Wert y Steven Jansen. Se enfocan principalmente en Deep house y Future house.

## Historia
El dúo se formó en 2010 y se unieron a la discográfica Spinnin' Records en diciembre de 2014. También han lanzado varios sencillos a través del subsello discográfico Spinnin' Deep.
También han hecho varios remixes a canciones de artistas como Felix Jaehn y Lost Frequencies, Showtek y Laurent Wolf.
Entre sus producciones se destacan "Summer On You" en colaboración con Sam Feldt y Wulf, y también "Feel Alive" junto a Pep & Rash. Su canción "Calling On You" en colaboración con Jake Reese, debutó en la posición 40 en la lista Dance/Mix Show Airplay de Billboard.

## Discografía

### Sencillos
| Título                     | Lanzamiento | Sello discográfico | información Adicional                    |
| -------------------------- | ----------- | ------------------ | ---------------------------------------- |
| Craving                    | 2014        | Zulu Records       |                                          |
| Without You                | 2014        | Hotfingers         |                                          |
| Blinded                    | 2014        | Spinnin' Deep      | con Bethany                              |
| Fearless                   | 2015        | Spinnin' Deep      |                                          |
| You and I Know             | 2015        | Spinnin' Deep      | vs. Matt & Kendo                         |
| Calinda 2K15               | 2015        | Spinnin' Deep      | vs. Laurent Wolf                         |
| Love Is My Game            | 2015        | Spinnin' Deep      | vs. Dr. Kucho! y Gregor Salto            |
| Make It Right              | 2016        | Spinnin' Deep      |                                          |
| Can't Get Enough           | 2016        | Spinnin' Deep      |                                          |
| Enigma                     | 2016        | Spinnin' Records   | con Pep & Rash                           |
| Summer On You              | 2016        | Spinnin' Deep      | junto a Sam Feldt con Wulf               |
| Summer On You (Club Edit)  | 2016        | Spinnin' Records   | junto a Sam Feldt con Wulf               |
| Love On My Mind            | 2016        | Spinnin' Records   |                                          |
| Calling On You             | 2017        | Spinnin' Records   | con Jake Reese                           |
| Feel Alive                 | 2017        | Spinnin' Records   | con Pep & Rash                           |
| Up Till Dawn (On The Move) | 2017        | Spinnin' Records   |                                          |
| These Heights              | 2017        | Spinnin' Records   | con Bassjackers                          |
| Let's Go                   | 2017        | Spinnin' Records   | con Mike Williams x Curbi                |
| Show Me Your Love          | 2017        | Spinnin' Premium   | con Firebeatz                            |
| Stardust                   | 2017        | Spinnin' Records   | con Madison Mars                         |
| Keep Your Head Up          | 2017        | Spinnin' Records   | con Firebeatz                            |
| Higher                     | 2017        | Spinnin' Records   | con Ummet Ozcan                          |
| You Don't Have To Like It  | 2018        | Spinnin' Records   | con Janieck                              |
| Source                     | 2018        | Spinnin' Records   |                                          |
| I Could Be Wrong           | 2018        | Spinnin' Records   | con Brandy                               |
| Anywhere                   | 2018        | Spinnin' Records   |                                          |
| Home                       | 2018        | Spinnin' Records   |                                          |
| With you                   | 2018        | Spinnin' Records   |                                          |
| Do It Right                | 2018        | Spinnin' Records   | con Breathe Carolina & Sunstars          |
| Adagio For Strings         | 2018        | Spinnin' Records   |                                          |
| Lunar                      | 2019        | Spinnin' Records   | con Madison Mars                         |
| Say Something              | 2019        | Spinnin' Records   |                                          |
| Don't Give Up on Me        | 2019        | Armada             | junto a Armin van Buuren con Josh Cumbee |
| Inception                  | 2019        | Spinnin' Records   |                                          |
| Long Way Home              | 2019        | Spinnin' Records   | Con Deepend                              |
| Do It For You              | 2020        | Rave Culture       | con W&W                                  |

### Remixes
| Lanzamiento | Artista Original                                  | Canción                              | Sello discográfico                   |
| ----------- | ------------------------------------------------- | ------------------------------------ | ------------------------------------ |
| 2012        | Christian Arenas                                  | Warm Up!                             | Housepital Records                   |
| 2014        | Red Carpet                                        | Alright 2014                         | Hotfingers                           |
| 2014        | Ruffneck                                          | Everybody Be Somebody                | Real Time Records                    |
| 2014        | Sick Individuals                                  | Wasting Moonlight                    | Armada                               |
| 2015        | Rockefeller                                       | Do It 2 Nite                         | Spinnin' Deep                        |
| 2015        | Kraak & Smaak                                     | Mountain Top                         | Spinnin' Remixes                     |
| 2015        | Showtek, MC Ambush                                | 90s By Nature                        | Skink                                |
| 2015        | Felix Jaehn, Linying, Lost Frequencies            | Eagle Eyes                           | Spinnin' Deep                        |
| 2016        | The Magician                                      | Together                             | POTION                               |
| 2017        | Kraantje Pappie                                   | Opgeturnt                            | Spinnin' Remixes                     |
| 2017        | Hardwell, KSHMR                                   | Power                                | Revealed Recordings/Dharma Worldwide |
| 2018        | Robin Schulz con Erika Sirola                     | Speechless                           | Spinnin' Remixes                     |
| 2018        | David Guetta con Bebe Rexha y J Balvin            | Say My Name                          | Parlophone                           |
| 2019        | Lucas & Steve                                     | Say Something (Club Mix)             |                                      |
| 2019        | Lucas & Steve x Armin van Buurren con Josh Cumbee | Don't Give Up On Me (Club Mix)       |                                      |
| 2019        | Kygo con Sandro Cavazza                           | Happy Now                            |                                      |
| 2019        | Avicii con Aloe Blacc                             | SOS                                  |                                      |
| 2019        | Eric Prydz                                        | Pjanoo                               |                                      |
| 2019        | David Guetta feat. Anne-Marie                     | Don't Leave Me Alone                 |                                      |
| 2019        | Lucas & Steve                                     | Long Way Home (Club Mix)             | Spinnin                              |
| 2020        | Bassjackers                                       | All My Life (Lucas & Steve Edit)     | Spinnin                              |
| 2021        | ILLENIUM & Dabin feat. Lights                     | Hearts on Fire (Lucas & Steve Remix) |                                      |

### Futuros lanzamientos
| Año  | Canción | Colaboración | Sello discográfico |
| ---- | ------- | ------------ | ------------------ |
| 2020 | ID      | RetroVision  | n/a                |
| 2020 | ID      | Mesto        | n/a                |